# Mertensophryne howelli
Espèce
Synonymes
- Stephopaedes howelli Poynton & Clarke, 1999

Statut de conservation UICN

 EN B1ab(iii) : En danger
Mertensophryne howelli est une espèce d'amphibiens de la famille des Bufonidae.

## Répartition
Cette espèce est endémique de l'archipel de Zanzibar en Tanzanie,. Elle se rencontre au niveau de la mer dans la forêt de Mrora sur l'île de Mafia et dans la forêt de Jozani sur l'île d'Unguja.

## Publication originale
- Poynton & Clarke, 1999 : Two new species of Stephopaedes (Anura:Bufonidae) from Tanzania, with a review of the genus. African Journal of Herpetology, vol. 48, p. 1–14.